# Адвокатське об'єднання «Barristers»
Адвокатське об'єднання «Barristers» — українська юридична фірма, утворена 15 грудня 2017 року в результаті злиття адвокатських об'єднань «Пономаренко і партнери», «Shevchuk & Partners» і юридичної компанії «Баристер». Адвокатські об'єднання, які увійшли в компанію, відомі досвідом із захисту публічних діячів, серед яких політики та високопосадовці.

## Діяльність
Юридичне агентство «Шевчук та партнери» було засновано 2009 року адвокатом Олексієм Шевчуком з колегами. У результаті його злиття з адвокатським об'єднанням «Пономаренко і партнери» (засновник Денис Пономаренко, голова Одеського відділення Асоціації адвокатів України) і юридичною компанією «Баристер». 10 жовтня 2017 року було утворено нове адвокатське об'єднання «Barristers».
Основним напрямком діяльності АО «Barristers» є надання правової допомоги в рамках кримінального права та процесу, включаючи захист в Міжнародному кримінальному суді, Європейському суді з прав людини, а також у деяких судах закордонних країн.
17 травня 2018 АО «Barristers» стало генеральним партнером Національною асоціацією адвокатів України.
Адвокатське об'єднання «Barristers» є співзасновником ініціативи з вшанування пам'яті репресованих юристів «Остання адреса».
Адвокати об'єднання входять до складу Комісії з питань захисту бізнесу Українського національного комітету Міжнародної Торгової Палати — ICC Ukraine, головою якої затверджено Олексія Шевчука.
Люди, чиї інтереси захищали представники об'єднання: Петро Порошенко, мер Києва Віталій Кличко та його перший заступник Микола Поворозник, Ярослав Дубневич, Геннадій Корбан, Ярослав Кашуба, Ілля Кива, Олександр Онищенко, Борислав Розенблат, Олег Бахматюк, Юлія Світлична, Тетяна Чорновол, Дніпровська міська рада та мер Дніпра Борис Філатов,український військовий Роман Мокряк, підприємці Андрій Оністрат, Ukrainian Cyber Alliance, фігуранти гучних кримінальних справ Надія Савченко, Володимир Рубан, Владислав Мангер, колабораціоністи Ігнат Кромський, Неля Штепа, антимайданівець Вадим Тітушко
Партнер об'єднання Ілля Новіков виступив захисником командира судна «Бердянськ» Романа Мокряка, який був взятий в полон Російською Федерацією після Інциденту у Керченській протоці, внаслідок якого в Україні 26 листопада був запроваджений воєнний стан терміном на 30 днів.
Після початку Російського вторгнення в Україну (2022) команда Barristers на волонтерських засадах допомогла створити першу в Україні місцеву військову адміністрацію - Гостомельську військову адміністрацію Бучанського району Київської області.

## Нагороди
- премія «Кращий GR-спеціаліст року» в номінації «Найкращий юридичний кейс»[39][40]
- участь у рейтингу «Топ-50 провідних юридичних фірм України 2018»[41].
- АО «Barristers» визнано лідером галузі 2019 року[42] та 2023 року[43] згідно Національного бізнес-рейтингу.
- участь у міжнародному рейтингу The legal 500[44].
- звання «Бренд року 2019» серед найкращих торгових марок на українському ринку товарів та послуг в номінації «Прорив року»[45]
- премія «Юридична фірма року 2020 в сфері захисту бізнесу»[46]
- участь у рейтингу міжнародного каталогу Best lawyers[47][48]
- В списку рейтингу «Top Ranked Law Firms» (розділ «white-collar crime»)[49]